# Amerila bauri
Amerila bauri är en fjärilsart som beskrevs av Heinrich Benno Möschler 1884. Amerila bauri ingår i släktet Amerila och familjen björnspinnare. Inga underarter finns listade i Catalogue of Life.